# ارغوان خسروی
ارغوان خسروی، نقاش ایرانی است. او در سال ۱۳۶۳ در شهرکرد متولد شد، اما بزرگ‌شدهٔ تهران است. در سال ۲۰۱۵ برای ادامه تحصیلات خود در مقطع کارشناسی ارشد در رشته نقاشی به آمریکا آمد و در مدرسه طراحی رود آیلند به تحصیل پرداخت. پیش از این، خسروی مدرک کارشناسی هنرهای زیبا در طراحی گرافیک را از دانشگاه آزاد تهران و کارشناسی ارشد در تصویرسازی را از دانشگاه تهران دریافت کرده بود.

## آثار و سبک هنری
آثار هنری خسروی با ترکیبی از عناصر سوررئالیسم و نگارگری ایرانی، موضوعاتی همچون آزادی، دور زدن سانسور و تبعیض جنسیتی علیه زنان را مورد بررسی قرار می‌دهد. نقش زنان در جوامع ایران و آمریکا از محورهای اصلی آثار اوست. او در ایران تجربه‌ای از زندگی دوگانه داشت - یک زندگی عمومی که به قوانین شریعت پایبند بود و یک زندگی خصوصی که در آن آزادتر بود. این تجربه تأثیر عمیقی بر هنر او گذاشت.

## نمایشگاه‌ها
آثار خسروی در نمایشگاه‌های انفرادی و گروهی متعدد در سطح ملی و بین‌المللی به نمایش درآمده است. برخی از نمایشگاه‌های انفرادی او شامل گالری کونیگ در برلین، گالری Stems در بروکسل، گالری Kavi Gupta در ایلینوی، Carl Kostyal در لندن، گالری M+B در کالیفرنیا، و گالری Rachel Uffner در نیویورک هستند. آثار او همچنین در نمایشگاه‌های گروهی معتبر همچون "Uncombed, Unforeseen, Unconstrained"، یک نمایشگاه رسمی جنبی در دوسالانه ونیز ۵۹ام، موزه هنر معاصر یینچوان، موزه هنر اورلاندو به نمایش در آمده‌اند.
آثار خسروی در مجموعه‌های موزه آکادمی هنرهای زیبای پنسیلوانیا، موزه دانشکده هنر رود آیلند (RISD)، موزه هنر نیوپورت، موزه هنر کَریِر و موزه هنر رُز قرار دارند. او اقامت‌های هنری متعددی را در مراکز هنری معتبری همچون باشگاه هنری زیبا در پرووینستاون، استودیوی ماس‌موکا (Studios at MassMoCA) و اقامت نامحدود در مرکز هنرهای مانسون (Monson Arts) داشته است. در سال ۲۰۱۹ میلادی، او برنده بورسیه نقاشان و مجسمه‌سازان بنیاد Joan Mitchell و در سال ۲۰۱۷ برنده بورسیه Walter Feldman شد.